# Dindica alaopis
Dindica alaopis là một loài bướm đêm trong họ Geometridae.